# Kārūn Valles
Le Kārūn Valles sono una struttura geologica della superficie di Marte.